# (27691) 1981 EA29
A (27691) 1981 EA29 a Naprendszer kisbolygóövében található aszteroida. Schelte J. Bus fedezte fel 1981. március 1-jén.